# Clemens Schwaiger
Clemens Schwaiger SDB (* 16. Mai 1962 in Aichach) ist ein deutscher Ordensbruder und römisch-katholischer Philosoph.

## Leben
Er wuchs in Radersdorf auf. Nach dem Abitur am Holbein-Gymnasium in Augsburg 1981 studierte er von 1981 bis 1986 Philosophie an der Hochschule für Philosophie München, wo er 1986 den Magister Artium erwarb. Von 1981 bis 1988 studierte er katholische Theologie an der Ludwig-Maximilians-Universität München, wo er 1988 das Diplom in Katholischer Theologie erwarb. Das Promotionsstudium (1990–1993) in Trier schloss er 1993 als Dr. phil. ab. Seit 1996 lehrte er als Dozent für Philosophie an der Philosophisch-Theologischen Hochschule der Salesianer Don Boscos in Benediktbeuern. Nach Habilitation für das Fach Philosophie an der Universität Trier 1998 ist er seit 1999 Professor für Philosophie an der Philosophisch-Theologischen Hochschule der Salesianer Don Boscos in Benediktbeuern und Lehrbeauftragter an der Katholischen Stiftungsfachhochschule München.

## Schriften (Auswahl)
- Das Problem des Glücks im Denken Christian Wolffs. Eine quellen-, begriffs- und entwicklungsgeschichtliche Studie zu Schlüsselbegriffen seiner Ethik (= Forschungen und Materialien zur deutschen Aufklärung. Band 10). Frommann-Holzboog, Stuttgart-Bad Cannstatt 1995, ISBN 3-7728-1682-7, (zugleich Dissertation, Trier 1993).
- als Herausgeber mit Terry Boswell und Riccardo Pozzo: John Locke, Anleitung des menschlichen Verstandes. Eine Abhandlung von den Wunderwerken. Of the Conduct of the Understanding. A Discourse of Miracles. In der Übersetzung Königsberg 1755 von Georg David Kypke nach der ersten Werkausgabe London 1714. Frommann-Holzboog, Stuttgart-Bad Cannstatt 1996, ISBN 3-7728-1711-4.
- Kategorische und andere Imperative. Zur Entwicklung von Kants praktischer Philosophie bis 1785 (= Forschungen und Materialien zur deutschen Aufklärung. Band 14). Frommann-Holzboog, Stuttgart-Bad Cannstatt 1999, ISBN 3-7728-1971-0 (zugleich Habilitationsschrift, Trier 1997).
- Wie glücklich ist der Mensch? Zur Aufnahme und Verarbeitung antiker Glückstheorien bei Thomas von Aquin (= Benediktbeurer Hochschulschriften. Band 13). Don-Bosco-Verlag, München 1999, ISBN 3-7698-1185-2.
- Alexander Gottlieb Baumgarten – ein intellektuelles Porträt. Studien zur Metaphysik und Ethik von Kants Leitautor (= Forschungen und Materialien zur deutschen Aufklärung. Band 24). Frommann-Holzboog, Stuttgart-Bad Cannstatt 2011, ISBN 978-3-7728-2603-0.